# Пицца капричоза
Пицца капричоза (итал. Pizza capricciosa) — итальянская пицца, приготовленная из запеченной ветчины, грибов, артишоков, помидоров и сыра моцарелла. Грибы, как правило, шампиньоны, но могут быть и другие. В некоторых версиях может также использоваться прошутто (вяленая ветчина), маринованные артишоки, оливковое масло, оливки, листья базилика и яйца. Капричоза может быть[прояснить] приготовлена на тонком тесте.
Разновидность капричозы — пицца Четыре сезона (итал. quattro stagioni): начинка в них распределяется по-разному.
Пицца капричоза была изобретена в одноимённом ресторане в Риме в 1937 году.